# Janíky
Janíky (maďarsky Jányok) jsou obec v okrese Dunajská Streda na Slovensku. Leží v severozápadní části Žitného ostrova (části slovenské Podunajské nížiny), jižně od pravého břehu Malého Dunaje.

## Místní části
- Búštelek
- Dolné Janíky
- Horné Janíky

## Historie
Původní sídlo je poprvé písemně zmíněno v roce 1287 jako Januk a patřilo rodu Jánoky.  Do roku 1918 bylo území obce součástí Uherska. Na základě první vídeňské arbitráže bylo v letech 1938 až 1945 součástí Maďarska. Dnešní obec vznikla v roce 1940 sloučením do té doby samostatných obcí Búštelek, Dolné Janíky a Horné Janíky (tehdy maďarsky Bústelek, Alsójányok a Felsőjányok). Při sčítání lidu v roce 2011 žilo v Janíkách 855 obyvatel, z toho 650 Maďarů, 175 Slováků, osm Romů a jeden Čech; tři obyvatelé byli z jiných etnických skupin. 18 obyvatel nepodalo žádné informace.